# V-2

1. Głowica bojowa;
2. Żyroskopowy system naprowadzający;
3. Odbiornik radiowy systemu naprowadzającego;
4. Mieszanina alkoholu etylowego i wody;
5. Korpus pocisku;
6. Zbiornik ciekłego tlenu;
7. Zbiornik nadtlenku wodoru;
8. Butle ze sprężonym azotem;
9. Komora reakcyjna nadtlenku wodoru;
10. Pompa paliwowa;
11. Zapłonniki mieszaniny wodno-alkoholowej;
12. Rama zespołu napędowego;
13. Komora spalania (zewnętrzne powłoki);
14. Skrzydło;
15. Wtryskiwacze alkoholu;
16. Sterownice strumienia gazów wylotowych;
17. Powierzchnie sterowe (lotki)

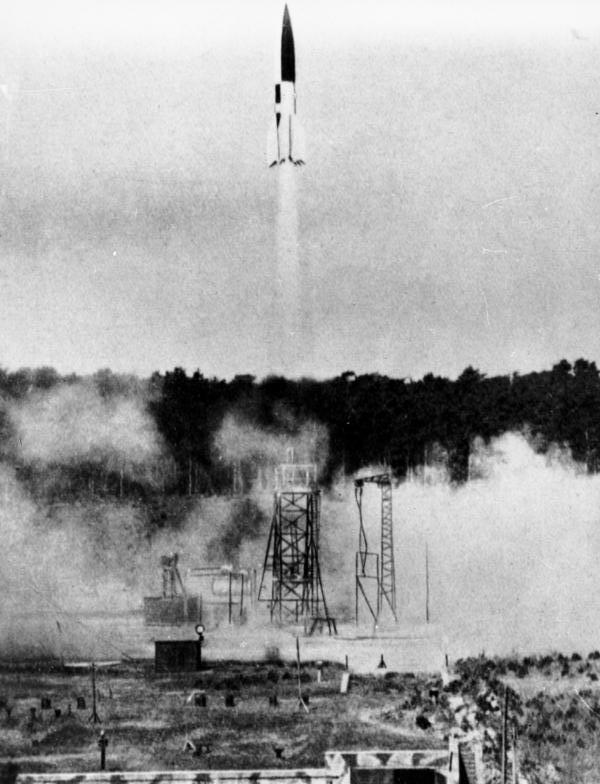
Odpalenie rakiety V-2 w ośrodku badawczym w Peenemünde. Zdjęcie wykonano 4 sekundy po starcie rakiety, 21 czerwca 1943

V-2 (niem. Vergeltungswaffe-2 – broń odwetowa nr 2, pierwotna nazwa Aggregat 4 - A-4) – pierwszy w historii, udany konstrukcyjnie, rakietowy pocisk balistyczny, skonstruowany przez zespół niemieckich konstruktorów pod kierunkiem Wernhera von Brauna w czasie II wojny światowej. Oficjalnie pocisk przemianował w październiku 1944 roku Joseph Goebbels. Pocisk V-2 oznaczony jako MW 18014 jako pierwszy obiekt stworzony ręką człowieka przekroczył linię Kármána (wysokość 100 kilometrów), wchodząc w przestrzeń kosmiczną. Nazwa pochodzi od niemieckiego słowa Vergeltung oznaczającego odwet.

## Prace konstrukcyjne rakiety przed wybuchem wojny
Projekt rakiety pionowego startu A-4 (niem. Aggregat 4), znanej później pod wojskowym oznaczeniem V-2, opracowano już w połowie lat trzydziestych przez Hermanna Obertha i Wernhera von Brauna. Był to projekt konstrukcji nowej broni prowadzony pod nadzorem dowództwa Wojsk Lądowych Wehrmachtu, na który przeznaczono ogromne środki finansowe. Prace prowadzone były w doświadczalnym ośrodku rakietowym w pobliżu wioski Kummersdorf-Gut, obecnie w gminie Am Mellensee, w lasach na południe od Berlina. Kierownikiem projektu z ramienia Wehrmachtu został gen. Walter Dornberger, dyrektorem technicznym kierującym pracami badawczymi był sturmbannführer SS Wernher von Braun.
Ze względu na wagę przywiązywaną do prac nad nową bronią przez kierownictwo III Rzeszy i Adolfa Hitlera oraz z powodu niewystarczających możliwości ośrodka w Kumersdorfie, w 1937 roku wybudowano nowy ośrodek badawczy na wyspie Uznam w pobliżu wioski Peenemünde. W tym samym roku prace nad bronią rakietową zostały przeniesione do nowego ośrodka i były tam prowadzone do końca wojny.

## Prace konstrukcyjne i próby rakiety w trakcie wojny
Pierwszy udany start rakiety A-4/V-2 przeprowadzono 13 czerwca 1942 roku, ale rakieta eksplodowała po przeleceniu 1300 m. Całkowicie udana próba odbyła się 3 października tego samego roku.
7 marca 1943 roku w swojej kwaterze głównej Wilczy Szaniec Hitler odebrał raport Wernhera von Brauna o stanie prac nad pociskiem rakietowym A-4/V-2. W czasie spotkania z Hitlerem von Braunowi towarzyszył gen. Walter Dornberger. W uznaniu osiągniętych wyników Hitler nadał von Braunowi tytuł profesorski.
W połowie lata 1943 roku w ośrodku doświadczalnym w Peenemünde uruchomiona została linia montażowa rakiet V-2. Uruchomienie drugiej linii oraz szerszą produkcję rakiet uniemożliwił Niemcom nalot na Peenemünde przeprowadzony przez alianckie lotnictwo bombowe w sierpniu 1943 roku.
Masową produkcję rakiet V-2 Niemcy uruchomili w październiku 1943 roku i w styczniu 1944 pierwsze rakiety tego typu mogły być już dostarczane na uzbrojenie Wehrmachtu, jednak żadna z nich nie miała odpowiednio wysokiej jakości, żeby mogła zostać wykorzystana bojowo. Rakietą całkowicie nie dało się sterować, bardzo trudno było określić dokładny zasięg tych pocisków, a sama rakieta bardzo często chybiała celu o odległość kilku kilometrów. Oznaczało to, że mogła ona zostać użyta tylko jako „broń terroru”. Na początku produkowano ok. 500 rakiet V-2 miesięcznie, ale celem Niemców było zwiększenie produkcji do 900 sztuk miesięcznie. Należy jednak pamiętać, że ok. 6% wszystkich V-2 eksplodowało natychmiast po starcie, a kolejne 60% miało zbyt duże wady techniczne oraz konstrukcyjne i zanim mogły zostać wprowadzone do służby, potrzebowały one dodatkowych ulepszeń.
Powstało także wiele projektów, które były oparte na V-2. Między innymi dwustopniowa wersja, mająca zasięg na ponad 5500 km oraz obsadzona załogą wersja kamikaze tej rakiety. Zbudowano także specjalne okręty podwodne, które miały wystrzeliwać pociski V-2 w zanurzeniu. Były to okręty podwodne, które położyły podwaliny pod rozwój okrętów podwodnych przenoszących pociski balistyczne z okresu zimnej wojny. Kryptonim tego projektu nazywał się „Prüfstand XII”, czasami nazywany rakietowym U-Bootem. Istniały nawet plany ataku na Nowy Jork za pomocą V-2, które miały zostać wystrzelone właśnie z okrętu podwodnego tego typu.

## Rozpoznanie roli ośrodka Peenemünde przez aliantów
Do 1943 roku alianci nie zdawali sobie sprawy z wagi prac prowadzonych przez Niemców w ramach projektu A-4/V-2 i powstającego w związku z tym zagrożenia dla Wielkiej Brytanii. Nie znali też roli ośrodka doświadczalnego w Peenemünde, którego znaczenie odkryte zostało przez polski wywiad AK w lutym 1943 roku.
Między innymi informacje polskiego wywiadu stały się podstawą decyzji o zbombardowaniu Peenemünde przez brytyjskie lotnictwo bombowe RAF. Bombardowanie odbyło się w nocy z 17 na 18 sierpnia 1943. Zniszczenie znacznej części ośrodka doświadczalnego opóźniło prace nad rozwojem rakiety i co ważniejsze, opóźniło uruchomienie masowej produkcji pocisków (rakieta V-2 została użyta przez Niemców dopiero po lądowaniu aliantów w Normandii 6 czerwca 1944).
Nalot uświadomił Niemcom, że ośrodek w Peenemünde znajduje się w zasięgu alianckiego lotnictwa bombowego i że aliantom znana jest jego rola. Zmusiło to Niemców do rozproszenia produkcji pocisków V-2 po terenie Rzeszy oraz do przeniesienia prób poligonowych rakiety w bezpieczniejszy rejon. Część produkcji przeniesiona została do ogromnej podziemnej fabryki w Nordhausen w górach Harz, funkcjonującej pod kryptonimem Dora (filia obozu koncentracyjnego w Buchenwaldzie). Zarówno żeby zbudować system tuneli w tej fabryce, jak i zbudować rakiety V-2 w ogromnej ilości Niemcy wykorzystali do tego robotników przymusowych pochodzących głównie z obozów koncentracyjnych. Do tego celu Niemcy zatrudnili 60 tys. więźniów, z których wielu zmarło z powodu głodu, zimna i chorób. 
Próby poligonowe rakiety V-2 przeniesione zostały natomiast z Peenemünde w rejon Pustków–Blizna (poligon SS „Heidelager”) w Puszczy Sandomierskiej. Pierwszą rakietę na nowym poligonie odpalono 5 listopada 1943 roku. Michał Kasza z Niwisk, komendant gminny BCh, który zebrał i dostarczył 13 części rakiety, w tym jedną o specjalnym przeznaczeniu, otrzymał podziękowanie od Komendy Głównej Armii Krajowej.
20 maja 1944 AK przejęła niewybuch V-2 w okolicach Sarnak. Po rozebraniu na części został on zbadany przez naukowców współpracujących z AK, w badaniach udział brali m.in. prof. Janusz Groszkowski, prof. Marceli Struszyński i inż. Antoni Kocjan. W nocy z 25 na 26 lipca 1944 brytyjski samolot Dakota z polsko-brytyjską załogą wylądował na terenie okupowanej Polski, na polowym lotnisku „Motyl” w pobliżu Tarnowa (operacja „Most III”). W drodze powrotnej do Wielkiej Brytanii oficer wywiadu AK por. Jerzy Chmielewski ps. Rafał zabrał ze sobą do Londynu siedem najważniejszych części rakiety oraz 30 stron Meldunku specjalnego 1/R nr 242. Pociski rakietowe.
Latem 1944, w związku ze zbliżaniem się frontu (operacja lwowsko-sandomierska Armii Czerwonej), próby balistyczne rakiet V-2 zostały na podstawie planów opracowanych wiosną tego roku przeniesione na poligon „Heidekraut” (pol. „Wrzos”) w okolicach Wierzchucina w Borach Tucholskich, skąd od sierpnia tego roku wystrzelono 265 sztuk i gdzie testowano również Rheinbote (V-4). Po rozpoczęciu przez Armię Czerwoną operacji wiślańsko-odrzańskiej w styczniu 1945 poligon został ewakuowany do Wolgast blisko Peenemünde, a stamtąd do Rethen, ale nie doszło do ponownego odpalania rakiet.
W lipcu i sierpniu 1944 Amerykanie dokonali trzech nalotów na Peenemünde, podczas których około 1200 samolotów B-17 (latających fortec) zrzuciło 3000 ton bomb. Pierwszy z tych nalotów (dzienny) odbył się 18 lipca 1944 roku. 379 ciężkich bombowców pod osłoną lotnictwa myśliwskiego zrzuciło 920,6 tony bomb na Peenemünde.

## Bojowe użycie rakiety V-2
Głównym przeznaczeniem pocisków V-2 był ostrzał miast Wielkiej Brytanii. W tym celu na francuskim wybrzeżu kanału La Manche (rejon Éperlecques) Niemcy przygotowali schrony-wyrzutnie do wystrzeliwania rakiet. Zniszczenie znacznej części wyrzutni przez alianckie lotnictwo zmusiło Niemców do przygotowania wystrzeliwania rakiet V-2 z ruchomych wyrzutni, których 45 miało być rozmieszczonych na wybrzeżu francuskim od Calais do Cherbourga. Inwazja wojsk alianckich w czerwcu 1944 w Normandii uniemożliwiła realizację i tego planu.
Ostatecznie rakiety V-2 wystrzeliwano z terenu Holandii z okolic Hagi. Ponieważ stałe wyrzutnie V-2 zostały całkowicie zniszczone przez alianckie lotnictwo bombowe, a plan rozmieszczenia 45 ruchomych wyrzutni na wybrzeżu Normandii nie powiódł się, V-2 miały być wystrzeliwane z ruchomych ramp. Każda ruchoma jednostka rakietowa składała się z 25 specjalnych pojazdów, które przemieszczały się tylko podczas nocy żeby uniknąć ataku ze strony alianckiego lotnictwa. Rakiety były wystrzeliwane w lasach, aby chronić je zarówno przed wiatrem, jak i nieprzyjacielskim lotnictwem. Pierwsza rakieta V-2 odpalona została 7 września 1944 o godz. 8.30 na Paryż. Do 27 marca 1945 roku z Holandii odpalono około 5500 rakiet, z których 2894 trafiły Londyn, a około 1600 Antwerpię. Celem były także inne miasta, m.in. Liège i Bruksela w Belgii, Lille i Paryż we Francji, Maastricht w Holandii i most w Remagen (już po zajęciu przez wojska alianckie). Przeciwko ostatnio wymienionemu celowi wystrzelono 11 rakiet, ale żadna z nich nie trafiła w cel. Od 12 października Hitler wydał rozkaz atakowania rakietami tylko Londynu i Antwerpii (jedynego w 1944 dużego portu aliantów zaopatrującego front zachodni).
Do zakończenia działań bojowych przez jednostki rakietowe ogółem odpalono 5500 rakiet V-2. Około 70% z nich trafiło w cele. Ostatnią rakietę odpalono 27 marca 1945. Ogółem ataki rakiet V-2 spowodowały śmierć 7250 żołnierzy i cywilów.

## Po wojnie
Po zakończeniu wojny Wernher von Braun przechwycony został przez Amerykanów (zobacz: operacja Paperclip). V-2 stał się podstawą rozwoju pocisków balistycznych w USA, ZSRR, Chinach oraz Francji.
Duża grupa naukowców i konstruktorów programu V-2 została aresztowana, wielu z nich zostało przewiezionych do USA, gdzie stanowili następnie trzon personalny programu balistycznego US Army. Związek Radziecki dla przechwyconych przez siebie niemieckich specjalistów programu V-2 – w tym Helmutta Groettrupa, prawej ręki Brauna – utworzył pierwotnie ośrodek naukowo-badawczy Instytut Rabe w Nordhausen, gdzie mieli kontynuować swoją pracę. 22 października 1946 roku jednakże NKWD aresztował ich wraz z rodzinami oraz specjalistami innych dziedzin techniki wojskowej i tę grupę około pięciu tysięcy osób wywieziono w głąb ZSRR, gdzie mieli kontynuować swoje prace pod ścisłym nadzorem. W konsekwencji niemieccy konstruktorzy V-2 wnieśli znaczący wkład zarówno do amerykańskich, jak i radzieckich programów balistycznych.